# Jesper Blicher
Jesper Blicher (født 4. oktober 1988) er en dansk fodboldspiller, der spiller for FC Roskilde.

## Karriere
Blicher begyndte med at spille fodbold i Kolt-Hasselager IF, hvorfra han blev hentet til AGF, hvor han fik sin øvrige fodboldmæssige opdragelse. Han var en del af årgang '88, der vandt DM i juniorliga, ligesom Michael Lumb, Frederik Krabbe, Michael Vester, Niels Kristensen, Morten Beck Andersen og Anders Syberg, som alle har haft debut på AGF's 1.hold.
I efteråret 2009 var han udlejet til Næstved Boldklub, og lige inden vintertransfervinduets afslutning skiftede han permanent til klubben. .
I 2010 skiftede han til FC Fredericia, hvor han spillede indtil 2012, hvor han fik Vendsyssel FF som ny klub.
I januar 2015 fik han efter eget ønske ophævet sin kontrakt med Vendsyssel FF  og skrev den 6 februar 2015 under på 2-årige kontrakt med Lyngby Boldklub 